# الاتجار بالبشر في المملكة المتحدة
تُعد المملكة المتحدة مقصدًا للرجال والنساء والأطفال وبشكل أساسي لأولئك القادمين من إفريقيا وآسيا وأوروبا الشرقية الذين يتعرضون للاتجار بالبشر لأغراض الاستعباد الجنسي والعمل القسري، بما في ذلك الخدمة المنزلية. صُنفت المملكة المتحدة في 2012 على أنها دولة «من المستوى 1» من قبل وزارة الخارجية الأمريكية، التي تصدر تقريرًا سنويًا عن الاتجار بالبشر. بلدان «المستوى 1» هي بلدان تمتثل حكوماتها امتثالًا كاملًا للمعايير الدنيا لقانون حماية ضحايا الاتجار بالأشخاص الهادف إلى القضاء على الاتجار بالبشر. إن هذا القانون هو قانون فيدرالي في الولايات المتحدة.
وضع تقرير مكتب وزارة الخارجية الأمريكية لمراقبة الاتجار بالأشخاص ومكافحته المملكة المتحدة في «المستوى 1» في 2017 و2023.
يُعتقد أن بعض الضحايا، بمن فيهم قاصرون من المملكة المتحدة، يتعرضون للاتجار بالبشر داخل البلاد أيضًا. ويُعتقد أيضًا أن العمال المهاجرين يتعرضون للاتجار بالبشر في المملكة المتحدة لأغراض العمل القسري في الزراعة والبناء ومعالجة الأغذية والخدمة المنزلية وخدمات الطعام. تشمل البلدان المُصدّرة لضحايا الاتجار بالبشر في المملكة المتحدة الإمارات العربية المتحدة وليتوانيا وروسيا وألبانيا وأوكرانيا وماليزيا وتايلاند وجمهورية الصين الشعبية ونيجيريا وغانا. لم تكن التفاصيل الدقيقة عن مدى انتشار الاتجار بالبشر داخل المملكة المتحدة متاحة في 2009، وشكك كثيرون في صحة بعض الأرقام التي استُشهد بها على نطاق واسع (مثل «تقدير الشرطة» بوجود ما يصل إلى 4000 ضحية للاتجار بالبشر في المملكة المتحدة في أي وقت).
أطلقت السلطات البريطانية جهودًا لفرض قوانين مكافحة الاتجار بالبشر للكشف عنه وتحديد هوية الضحايا. فشل تحقيق أُطلق خلال 2009 دام ستة أشهر، شاركت فيه جميع قوات الشرطة البريطانية البالغ عددها 55، في العثور على حالة اتجار بالبشر. نتج من عملية عبر الحدود في مايو 2012 شاركت فيها قوات شرطة من أيرلندا الشمالية وجمهورية أيرلندا اعتقال ثمانية أشخاص، وشملت مداهمة أكثر من 130 مقرًا. ظُن أن ثلاثة من الأشخاص المعتقلين من ضحايا الاتجار بالبشر. تبين أن النساء لم يكن ضحايا للاتجار بالبشر، بل وُجهت إليهن تهمة إدارة بيت دعارة. تلقت كل امرأة حكمًا مع وقف التنفيذ، وصدرت أوامر بمصادرة الأموال التي عُثر عليها في المبنى في أثناء المداهمة. أُكد على أن الاتجار بالبشر لم يُذكر في القضية التي رُفعت في المحكمة في النهاية. يعتقد الكثيرون أن الفشل المتكرر لعمليات الشرطة في العثور على أي دليل على الاتجار بالبشر يبين عدم دقة الإحصاءات التي كثيرًا ما تستشهد بها المنظمات غير الحكومية ووسائل الإعلام، بينما يصر آخرون على أن الفشل في العثور على الاتجار بالبشر هو مجرد مؤشر على طبيعته السرية.
قدرت وزارة الخارجية الأمريكية في 2020 وجود 13000 ضحية للاتجار في المملكة المتحدة.
نشرت منظمة الهجرة الدولية في 2023 تقريرًا عن الاتجار بالبشر بين جمهورية أيرلندا وأيرلندا الشمالية، وأشارت إلى أن أعدادًا متزايدة من مواطني شرق إفريقيا يدخلون جمهورية أيرلندا ويستخدمون منطقة السفر المشتركة للتنقل إلى أيرلندا الشمالية والدخول إلى المملكة المتحدة، وأوصت بتدريب مشترك على مستوى الجزيرة وتعزيز أنظمة تبادل المعلومات بين البلدين.

## التعاريف

### الاستعباد المنزلي القسري
الخدمة المنزلية القسرية شكل من أشكال الاتجار بالبشر تحدث في ظروف فريدة، إذ يكون العمل غير رسمي وفي مسكن خاص، ما يخلق نقاط ضعف فريدة بالنسبة للضحايا. أماكن العمل المنزلية غير رسمية وتكون متصلة بمساكن خارجية مستقلة، وغالبًا معزولة عن العمال الآخرين. يفضي هذا النوع من البيئة، الذي يمكن أن يعزل العمال المنزليين، إلى استغلال العامل لأن السلطات لا تستطيع تفتيش المنازل بسهولة كما تفعل في أماكن العمل الرسمية. أفاد المحققون ومقدمو الخدمات عن الكثير من حالات الأمراض غير المعالجة، وحالات الاعتداء الجنسي، التي تكون في بعض الحالات مؤشرات على حالة عبودية قسرية. يعيش الكثير من الضحايا في خوف من الذهاب إلى السلطات. إذ يعتقدون أن السلطات ستعاقبهم لأنهم مهاجرون غير شرعيين. لا يُدرك بعض الضحايا أنهم ضحايا بسبب العزلة عن العالم و/أو الحواجز الثقافية أو اللغوية.

### استقطاب الضحايا
توجد أشكال مختلفة من أساليب الاستقطاب في المملكة المتحدة ترتبط بالاتجار بالبشر. قد تُستقطب امرأة في المملكة المتحدة من قبل شخص يستخدم العنف الجسدي أو الجنسي، أو تُخدع للمجيء إلى المملكة المتحدة من قبل شخص يقنعها بأنها تستطيع الدراسة أو العمل فيها، أو بواسطة شخص ذي سلطة عليها. في حالات تباين القوة هذه، لا تكون المرأة قادرة على رفض سيطرة هذا الشخص. من الممكن أن تتأثر النساء اللواتي تعرضن للأذى الجسدي أو النفسي بسهولة بمنفذي الدعارة الذين يستغلون ضعفهن. من المرجح أن تشمل عملية التجنيد هذه أكثر من شخص واحد بسبب السفر الذي سيتعين على بعض النساء المُتجر بهن القيام به. قد يكون المجند شخصًا يُجند النساء، وآخر يرتب وثائق السفر، وقد يستقبلها آخر عند وصولها إلى المملكة المتحدة.
أجبرت العصابات الأطفال منذ 2018 على ارتكاب الجرائم وشُغّل الأشخاص الذين ينامون في الشوارع في العبودية.

### الأساليب
اكتشفت خطة عمل المملكة المتحدة بشأن معالجة الاتجار بالبشر أن الكثير من الضحايا يصلون إلى المملكة المتحدة على متن شركات طيران رخيصة الثمن وإلى المطارات الصغيرة غالبًا، التي تكون المراقبة الأمنية فيها أقل صرامة. تشمل وسائل النقل الأخرى لضحايا الاتجار القطارات والقوارب والحافلات والسيارات والمشي أيضًا. توجد كثير من الطرق، منها الطريق الألباني والنيجيري والمولدافي والروسي الأوكراني وشرق البحر الأبيض المتوسط. من المعروف أن ضحايا الاتجار من الأطفال يدخلون المملكة المتحدة عبر مطارات مختلفة مثل لندن سيتي وستانستد ومطار بلفاست الدولي. اكتُشف أيضًا أنهم سافروا إلى مطارات إنجلترا واسكتلندا وأيرلندا الشمالية. يمر ضحايا الاتجار عبر بلدان العبور قبل الدخول إلى المملكة المتحدة. بلد العبور هو البلد الذي يمر به المتاجر في طريقه إلى وجهته النهائية. تشمل البلدان التي يعبر منها أعداد كبيرة جدًا من المتاجرين كلًا من ألبانيا وبلغاريا والمجر وإيطاليا وبولندا وتايلاند. بينت الدراسات أن أعلى نسبة من الضحايا تكون من الأطفال القادمين من الصين، ويسافرون على طرق مختلفة قبل الوصول إلى المملكة المتحدة. تشمل بعض البلدان التي يسافرون من خلالها روسيا وبوليفيا والبرازيل وإندونيسيا وكينيا. شوهدت حالة بارزة من الاتجار بالبشر في حادثة وفيات شاحنة إسيكس في 2019.

### كيفية تحكم المتاجرين بضحاياهم
من المهم بالنسبة للمتاجرين بالبشر أن يكون ضحاياهم متعاونين عند تنفيذ أعمالهم. يمارس المتاجرون أساليب مختلفة من السيطرة كي يتحكموا بعمالهم. تشمل هذه الأساليب تخدير الضحايا وسحب الوثائق ومنعهم من تعلم اللغة وعزلهم ونقلهم من مكان إلى آخر وتهديدهم وإيواءهم على نحو يجعلهم مشردين إذا حاولوا الهروب. لا يتمكن الضحايا من التعرف على محيطهم نتيجة نقلهم من مكان إلى آخر، ما يبقيهم معزولين عن العالم جسديًا ونفسيًا. يصبح الضحايا عاجزين تقريبًا نتيجة هذا النوع من السيطرة، ولا يكون لديهم أي فرصة للهرب من المتاجرين بهم.
يبقى المتاجرون بالبشر مسيطرين على ضحاياهم باستخدام الترهيب والتهديد والعنف، وفي بعض الحالات، يحصل الضحايا على حرية حركة محدودة لأن المتاجرين يسيطرون عليهم نفسيًا. تشمل أمثلة أساليب التحكم: التهديد بالترهيب أو العنف والتهديد بإلحاق الأذى بعائلات الضحايا في أوطانهم والتهديد بإبلاغ عائلات الضحايا عن تورطهم في الدعارة وسحب الوثائق والاستعباد بالديون والأيمان الطقوسية واستخدام المخدرات والكحول وتقييد الحرية والحركة والنقل المتكرر بين المواقع وإثارة الخوف من السلطات والعزلة والتهديد بالترحيل. بالإضافة إلى ذلك، لا يُدرك بعض الضحايا أنهم ضحايا للاتجار بالبشر.